# Attentat du 1er janvier 2011 à Alexandrie
L'attentat du 1er janvier 2011 à Alexandrie est un attentat à la bombe perpétré devant une église copte d'Alexandrie où s'était réunie une foule célébrant le Nouvel An.

## L'attentat
Peu après minuit, un individu fait exploser une bombe devant l'église d'Al Kidissine, se tuant lui-même. Les enquêteurs privilégient un dysfonctionnement de la bombe qui se serait déclenchée trop tôt, discréditant la thèse de l'attentat-suicide. La bombe, de fabrication locale, contenait des bouts de métal afin de provoquer le plus de dégâts possibles. L'attentat tue au moins 21 personnes et en blesse 79 autres.

## Enquête égyptienne
Lors d'une déclaration télévisée, le ministre de l'intérieur égyptien, Habib el-Adli, affirme que son gouvernement est en possession d'éléments probants qui incrimineraient un groupe palestinien lié au réseau Al-Qaïda. Ce dernier a rapidement démenti l'accusation d'el-Adli. Selon une source libanaise, il s'agirait au contraire d'une provocation de ce ministre, destitué le 31 janvier,.

## Conséquences
L'attentat a engendré une vive émotion au sein de la communauté copte, et des autres minorités d'Égypte. Les autorités musulmanes ont exprimé leur solidarité avec les Coptes. Benoît XVI souligne l'« urgente nécessité » pour les gouvernements du Moyen-Orient d'adopter, « malgré les difficultés et les menaces, des mesures efficaces pour la protection des minorités religieuses », provoquant une crispation des relations entre Le Caire et le Vatican.
L’attentat provoque toutefois la colère des Coptes et plus généralement des Égyptiens, qui subissent le harcèlement d’un État policier incapable de les protéger, au point que lors des funérailles des victimes de l’attentat, les condoléances du président Hosni Moubarak sont refusées par les familles.

## Réactions
Alors que les médias occidentaux interrogeaient le lien entre le retour d'un islamisme modéré dans la vie sociale, d'une bigoterie favorisée par le régime, et l'émergence de groupes islamistes radicaux ou de soutiens égyptiens à ces groupes, les médias égyptiens insistèrent sur la nécessité d'une cohésion nationale, et le drapeau égyptien avec en son centre une croix et un croissant réunis en devint le symbole populaire le plus visible.
Ce drapeau refit son apparition dans les événements de février 2011, notamment dans les rangs des soutiens d'Hosni Moubarak.